# طلوع تاریک (فیلم)
طلوع تاریک نام یک فیلم کوتاه ایرانی ساختهٔ ابراهیم شیبانی است، که در سال ۱۳۸۰ ساخته شده است.

## بازیگران
- بهرام رادان
- انوشیروان ارجمند
- برزو ارجمند
- رویا تیموریان

## حضور در جشنواره
طلوع تاریک در در دومین جشنواره فیلم آدلاید استرالیا به نمایش درآمد .